# トイレ法案

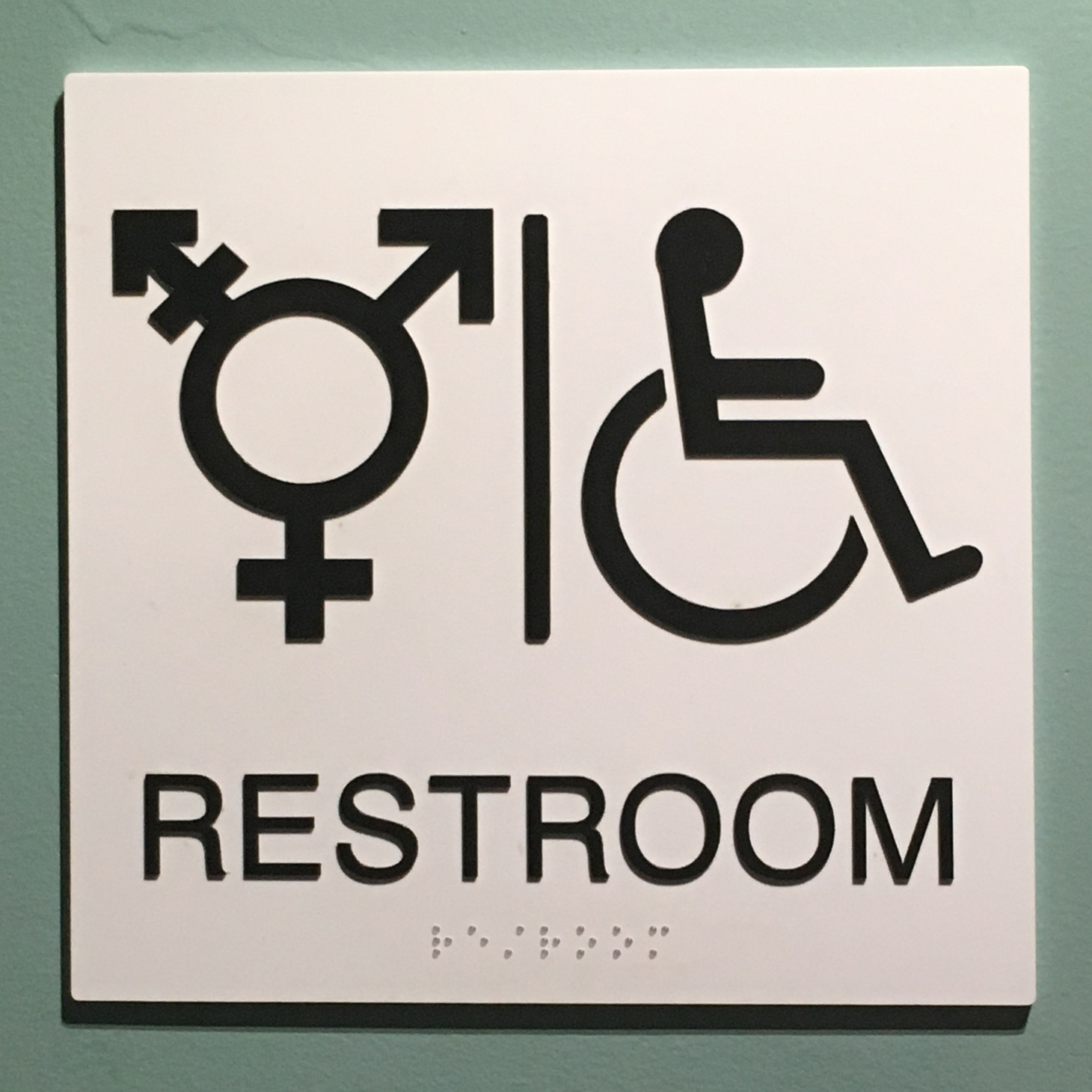
カリフォルニア州のジェンダー・ニュートラルで障害者にアクセシブルなトイレのサイン

トイレ法案（英語: bathroom bill）とは、ジェンダーやトランスジェンダーのアイデンティティをもとに公衆トイレへのアクセスを否定する法律や法令の通称である。トイレ法案は、出生時に割り当てられた性別、出生証明書に記載された性別、ジェンダー・アイデンティティに対応する性別など、何らかの方法で定義されたその人の性別をもとに個人に対して、性別で分けられた公共の施設へのアクセスに影響を与える。トイレ法案は、前述の性別の定義によって、トランスジェンダーの個人を包摂する場合もあれば、排除する場合もある。
トイレ法案の賛成者たちは、プライバシー、ほとんどのシスジェンダーの人々が保持している謙虚さの保護、盗撮、暴行、虐待、レイプを防ぎ、心理的安心感を守るために必要であると主張している。擁護団体や研究者を含む法案の批判者たちは、そのような法律はシスジェンダーの人々の安全性を実際には高めず、トランスジェンダーとジェンダーノンコンフォーミングのシスジェンダーの人々のリスクを高める可能性があると主張している。さらに、研究によれば、試着室での盗撮事件が1件存在しているものの、トランスジェンダーの個人が公衆トイレでシスジェンダーの個人を襲うような記録された事件は特定されていない。アメリカ医師会、アメリカ心理学会、アメリカ小児科学会などの組織は、公衆衛生と安全への影響についての懸念を挙げて、トランスジェンダーの人々を排除するトイレ法案に反対を表明している。
さらに、Voxの調査では、「差別を禁止する法律や、トランスジェンダーの人々が自分のジェンダー・アイデンティティに基づいてトイレを使用できるようにする他の政策により、トイレやロッカールームでの性的暴行につながるという証拠は存在しないことが明らかにされて」おり、Media Mattersは「トランスジェンダーの人々を保護する政策を持つ12の州と17の学区の専門家や役人に確認を取り、政策の制定後に性犯罪が増加したという事実は存在しないことを確認している」。
2016年、アメリカの司法省と教育省は、連邦政府の資金援助を受ける学校は（たとえば、トイレの利用などに関して）、生徒のジェンダー・アイデンティティを性別として扱わなければならないというガイダンスを発行した。このポリシーは、2017年に第1次トランプ政権により廃止された。

## ニュージーランド
2024年5月10日、ポピュリスト政党のニュージーランド・ファースト党は、すべての公共建築物に明確に区別されたユニセックストイレと単一性別トイレの設置を義務付ける「Fair Access to Bathrooms Bill（公正なトイレ利用法）」と名付けられた法案を議会に提出した。この法案は、「指定された性別（sex）ではない」単一性別トイレを使用した者に罰金を科すことも提案していた。ニュージーランド労働党党首のクリス・ヒプキンスとニュージーランド緑の党のレインボーコミュニティ報道官のカフラニ・カーターは、この議員提出法案をトランスジェンダーコミュニティへの攻撃であると述べた。
2025年4月中旬、ラジオ・ニュージーランドは、ニュージーランド・ファースト党が提案していたトイレ法案を撤回したことを報じた。その後の4月22日、同党の党首ウィンストン・ピーターズは、「女性（female）」という用語をニュージーランドの法律の下で「成人した生物学的女性（an adult human biological female）」と定義することを求める新たな議員提出法案を提出した。